# Sage vom Hecht im Böckinger See

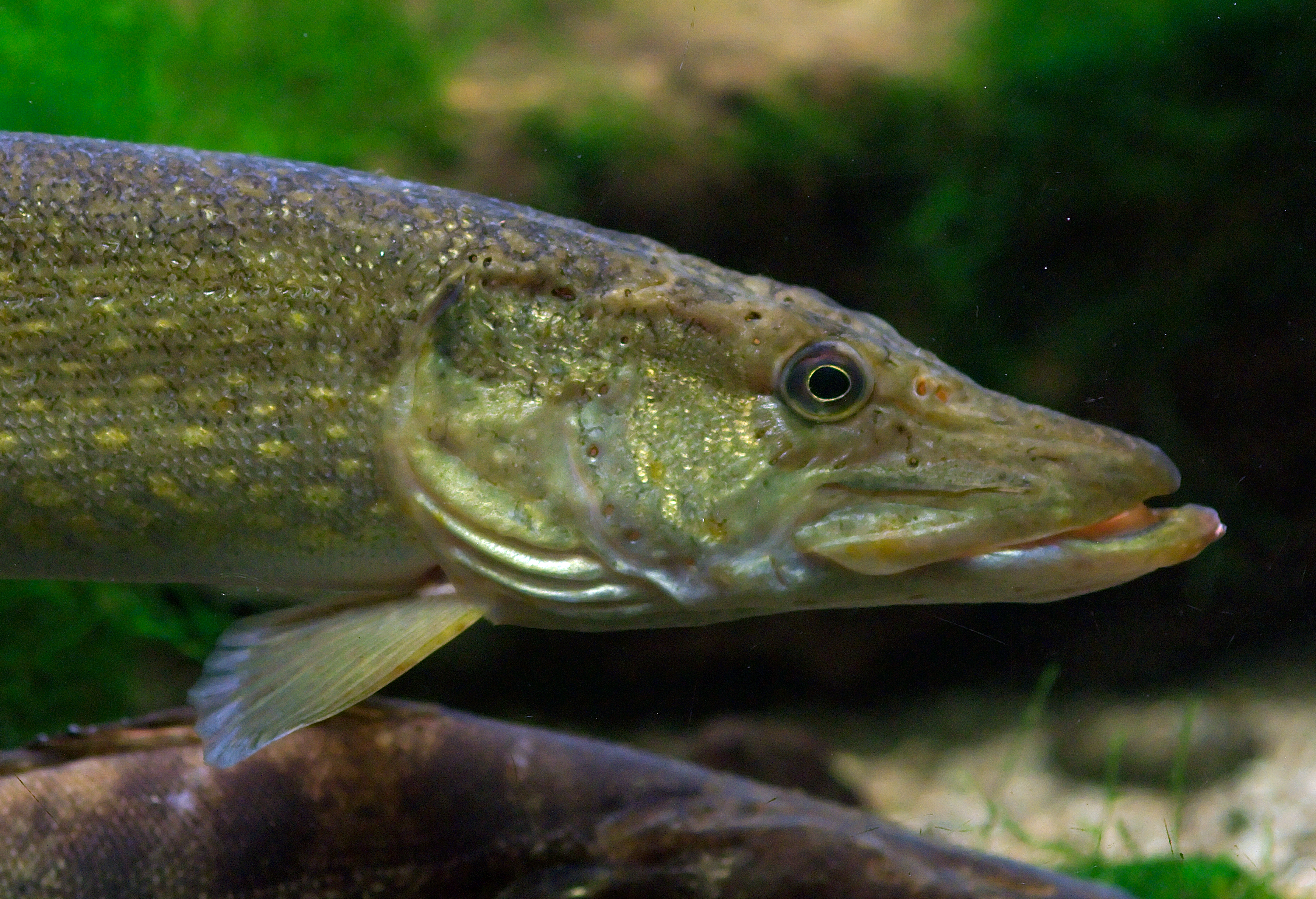
Hecht (Esox lucius) mit glänzenden Kiemen

Die Sage vom Hecht im Böckinger See behandelt eine Begebenheit, die sich 1497, im ausgehenden Mittelalter, bei der damaligen Reichsstadt Heilbronn zugetragen haben soll. Dort soll in einem See ein uralter und riesiger Hecht gefangen worden sein, der einen Ring mit griechischer Inschrift getragen habe. Die wörtlich überlieferte Inschrift des Ringes besagt, dass Kaiser Friedrich II. den Hecht eigenhändig im Jahr 1230 – das heißt 267 Jahre zuvor – als ersten in den See gesetzt habe. In einer anderen Überlieferung wird die Begebenheit in nahezu gleicher Form für die ehemals kurpfälzische Stadt Kaiserslautern berichtet. Dort kennt die Überlieferung sie als die Sage vom Hecht im Kaiserwoog. Die Erzählung vom Hecht von Heilbronn und Kaiserslautern wurde mehrere Jahrhunderte lang von Gelehrten in Fachbüchern zur Fischkunde und zur deutschen Geschichte tradiert und erst nach der Zeit der Aufklärung aus dem Bereich der Wissenschaft in den Bereich der Sage verschoben.

## Geschichtlicher Hintergrund
Zu früherer Zeit verlief der Hauptarm des Neckars bei Böckingen, die Stadt Heilbronn selbst lag an einem kleineren östlichen Nebenarm. Bei einem Hochwasser im Jahr 1333 kam es zu einem Durchbruch, der Neckar verlagerte seinen Hauptlauf nach Osten dicht an die Stadt Heilbronn. Nach Rechtsstreitigkeiten erteilte König Ludwig der Bayer am 27. August 1333 der Stadt Heilbronn das Neckarprivileg, wonach die Stadt den Lauf des Flusses bestimmen dürfe. Von dem ursprünglichen Hauptarm bei Böckingen, der zunächst noch eine Verbindung zum Neckar hatte, blieb infolge Austrocknung und Verlandung später ein länglicher See übrig, der eine Länge von mehreren hundert Metern und eine Breite von 20 bis 45 Metern hatte. In diesem Neckar-Altarm bei Böckingen, dem Böckinger See, ließ Martin Crusius den „kaiserlichen“ Hecht gefangen werden.

## Erzählung

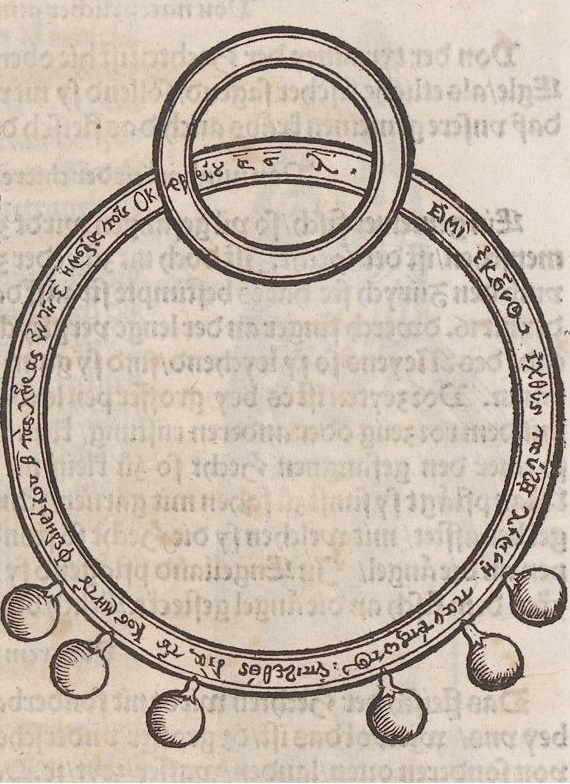
Ring mit griechischer Inschrift – Gessners Darstellung von 1558

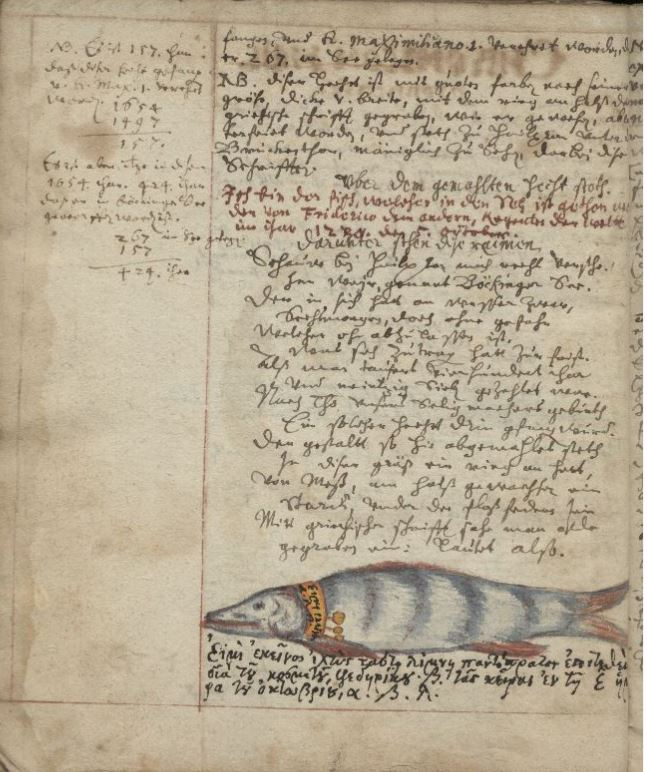
Abbildung des Hechts in einer Heilbronner Chronik aus dem 17. Jahrhundert

Conrad Gessner berichtet in der an Kaiser Ferdinand gerichteten Vorrede seines 1558 in lateinischer Sprache gedruckten Fischbuches, im Jahr 1497 sei in einem See bei der schwäbischen Stadt Heilbronn – den Namen des Sees nennt er nicht – ein sensationeller Fang gemacht worden: Es sei ein Hecht gefangen worden, der einen Ring von Kupfer getragen habe, der an den Kiemen unter der Haut hervorgeschimmert habe. Die dem Ring eingravierte griechische Inschrift habe seinerzeit der Bischof von Worms, Johann III. von Dalberg, ins Lateinische übersetzen können:

“εἰμὶ ἐκεῖνος ἰχθύς, ταύτῃ λίμνῃ παντόπρωτος ἐπετεθεὶς διὰ τοΰ Κοσμητου Φεδηρίκου ʹß τὰς χειρὰς ἐν τῇ ʹε ἡμέρᾳ τοῦ ᾿Οκτοβρίου ʹα ʹσ ʹλ.”

„Ego sum ille piscis huic stagno omnium primus impositus per mundi Rectoris Federici secundi manus, die quinto Octobris MCCXXX.“

„Ich bin jener Fisch, der in diesen See zuallererst gesetzt wurde durch die Hände des Herrschers Friedrich des Zweiten am 5. Tag des Oktobers 1230.“

Gessner berief sich dafür auf den Gelehrten Conrad Celtis (1459–1508) als Gewährsmann. Eine Darstellung des Ringes ist beigefügt. Da die diesbezüglichen Schriften von Conrad Celtis oder Johann von Dalberg nicht mehr aufzufinden sind und ein Brief an Conrad Celtis vom Jahr 1500 nur kurz von der Übersetzung durch Johann von Dalberg handelt, bildet Gessners Text die älteste überlieferte ausführliche Darstellung der Sage. Während Gessner den Text der Erzählung in die Vorrede an Kaiser Ferdinand stellte, in seinem acht Seiten umfassenden Lemma „Hecht“ jedoch nichts darüber verlauten ließ, brachte die handlichere Ausgabe des Buches im Jahr 1560 die Erzählung in etwas gekürzter Fassung am Ende des Lemmas „Hecht“. An gleicher Stelle erscheint die deutsche Fassung der Erzählung in Conrad Forrers deutscher Übersetzung des Fischbuches von 1563. Dort findet sich die Jahreszahl für den Fang irrig als „1447“ angedruckt, was in der Folge keine Rolle spielte, da die Gelehrten den lateinischen Text Gessners rezipierten.
Während die lateinischen Ausgaben von Paul Ebers Calendarium historicum den Text nicht enthielten, übernahmen Ebers Söhne die Geschichte 1582 in ihre „mit vielen neuen Historien vermehrte“ deutsche Übersetzung des Calendarium historicum zum 5. Oktober 1230.
Martin Crusius korrespondierte 1588 wegen Gessners Hechtgeschichte, nahm sie in seine 1596 im Druck erschienenen Annales suevici auf und hielt dafür, dass mit dem See bei Heilbronn der Böckinger See gemeint sei. Allerdings liege bei Heilbronn noch ein weiterer größerer See, der „Lauffener See“. Crusius schrieb, dass die Geschichte ähnlich für Kaiserslautern berichtet werde, entschied sich aber für Heilbronn als den wahrscheinlicheren Schauplatz. Dass der Kaiser im selben Jahr 1230 zwei Hechte, einen in Heilbronn und einen in Kaiserslautern, eingesetzt habe und diese dann im selben Jahr 1497 gefangen worden seien, erschien ihm allzu unwahrscheinlich.
Christoph Lehmann berichtete in seiner Chronica der Freyen Reichsstatt Speyer 1612, dass jeder, der nach Heilbronn käme, Abbild und Größe des Fisches mitsamt dem Ring „vnterm Thor wenn man von Speyr dahin reyset, auf einer Tafel“ betrachten könne.
In der Heilbronner Chronik heißt es: „Diesem Kaiser Friedrich hat der Rat zu Heilbronn außer andern Verehrungen einen Hecht verehrt, welchen der Kaiser selbst seiner Größe und Schöne halber zu einem sonderlichen Gedächtnis in den Böckinger See gesetzt und diesem Hecht zuvor ein mesingner kupferner Ring an die Ohren machen lassen, daran mit griechischen Buchstaben geschrieben gewesen: Ich bin der Fisch, welchen Kaiser Friedrich der andere mit seiner eigenen Hand in diesen See gesetzt, den 5. Oktober im 1230 Jahr nach Geburt Christi. Dieser Hecht ist Anno 1497 wiederum gefangen und Kaiser Maximilian verehrt worden, da er 267 Jahr im See geschwommen, wie auch Conradus Celter (sic!) schreibet, und stehet eben dieser Hecht allhie zu Heilbronn unter dem Brückenthor abgemalt“.

## Darstellungen
Im Jahr 1912 waren in Heilbronn mehrere übereinstimmende Gemälde des Fisches mit dem Ring zu sehen. Das eine befand sich in einem Gang im Rathaus der Stadt über einer Tür, eine verkleinerte Kopie davon als Supraporte im großen Ratssaal im selben Gebäude, ein drittes im Gasthaus zur Sonne in Böckingen. Das Gemälde im Gang im Rathaus enthielt eine Beischrift „Renovirt 1812“ (Abbildung in Die Gartenlaube, 1897). Die beiden Gemälde im Gang des Rathauses und im Gasthaus in Böckingen zeigten den Fisch angeblich in Lebensgröße (im Maßstab 1:1) mit einer Länge von genau 300 cm, einer größten Dicke von 42 cm und einem Ring, der ohne eine bedeutende Einschnürung hervorzurufen, um den „Hals“ des Fisches gelegt war.

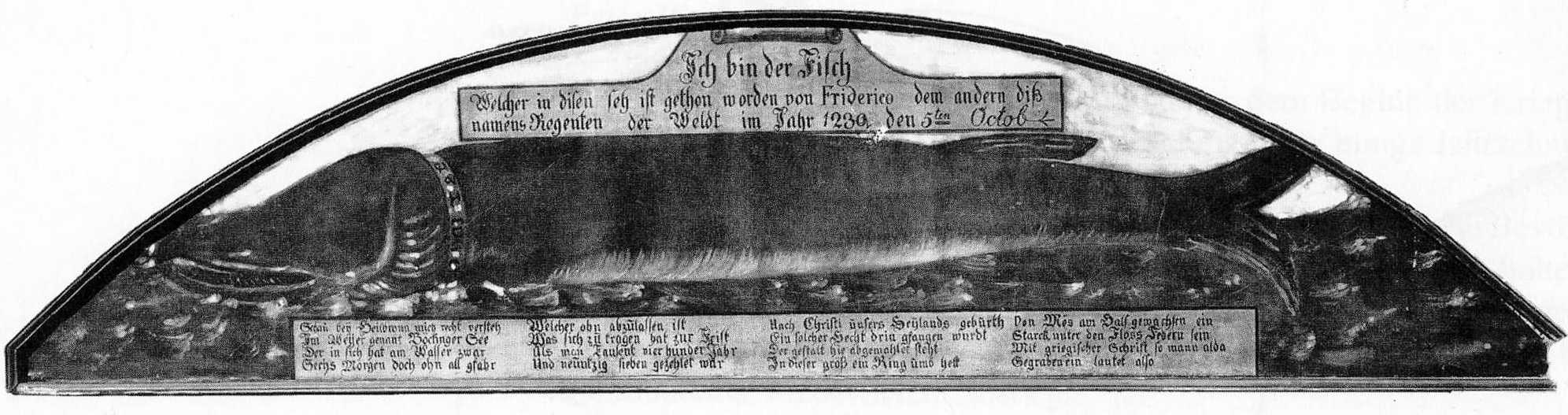
Darstellung des Hechts im Heilbronner Rathaus

Oberhalb des Fisches befand sich eine Inschrift mit folgenden Versen:
Ich bin der Fisch

Welcher in disen Seh ist gethon worden von Friderico dem andern diß

namens Regenten der Weldt im Jahr 1230 den 5ten Octob
Unterhalb des Fisches befand sich eine Inschrift mit folgenden Versen:
| Schau bei Heilbronn mich recht versteh Im Weyer genannt Böckinger See Der in sich hat am Wasser zwar Sechs Morgen doch ohn all gfahr Welcher obn abzulassen ist Was sich zu tragen hat zur Frist Als man Tausent vierhundert Jahr Und neuntzig sieben gezehlet war | Nach Christi unsers Heylands geburth Ein solcher Hecht drin gfangen wurdt Der gestalt hie abgemahlet steht In dieser Größ ein Ring umb hett Von Mös am Hals gewachsen ein Stark unter den Floss Federn sein Mit griegischer Schrift so mann allda gegraben ein lautet also |

Das Gemälde diente als Vorbild für die von Gerhard Binder gestaltete Klinkerfassade des Lehrschwimmbeckens an der Fritz-Ulrich-Schule Grund- und Werkrealschule Böckingen. Dieses zeigt neben Sonne, Segelboot und Vögel den stilisierten „Böckinger Hecht“ in einer modernen Fassung.

## Belege
1. 1 2  
Conrad Gessner: Historiae Animalium Liber IIII qui est de Piscium & Aquatilium animantium natura. Christoffel Froschower, Zürich 1558, in der unpaginierten Vorrede Epistola nuncupatoria.
2. ↑  Hauber 1912, S. 317 f.
3. ↑  Gessner 1558, S. 590–597.
4. ↑  
Conrad Gessner: Nomenclator aquatilium animantium. Icones animalium aquatilium in mari & dulcibus aquis degentium. Christoffel Froschower, Zürich 1560, S. 316.
5. ↑  
Conrad Gessner (Übersetzer: Conrad Forrer): Fischbuoch. Zürich:Christoffel Froschower 1563, fol. 175 f.
6. ↑  
Paul Eber: Calendarium historicum. Wittenberg 1582, S. 400.
7. ↑  Hauber 1912, S. 320.
8. ↑  Hauber 1912, S. 320.
9. ↑  Hauber 1912, S. 315 f.
10. 1 2 3  
Th. E.: Der Hecht in Heilbronn. In: Die Gartenlaube. Heft 45, 1897, S. 756 (Volltext [Wikisource]).
11. ↑  Hauber 1912, S. 316.
12. ↑  Messing